# Nafcilină
Nafcilina este un antibiotic din clasa penicilinelor din grupul M, cu spectru îngust, rezistent la beta-lactamaze, fiind utilizat (în Statele Unite și în Canada) în tratamentul unor infecții bacteriene. Printre acestea se numără infecții produse de bacterii Gram-pozitive, în special cele produse de stafilococi rezistenți la alte peniciline.
Nafcilina este considerată echivalentă terapeutic cu oxacilina, însă diferă profilul de siguranță al celor două.